# Деда (комуна)
Деда (рум. Deda) — комуна у повіті Муреш в Румунії. До складу комуни входять такі села (дані про населення за 2002 рік):
- Бістра-Мурешулуй (1128 осіб)
- Деда (1946 осіб) — адміністративний центр комуни
- П'єтріш (521 особа)
- Філя (737 осіб)

Комуна розташована на відстані 294 км на північ від Бухареста, 50 км на північний схід від Тиргу-Муреша, 98 км на схід від Клуж-Напоки.

## Населення
За даними перепису населення 2002 року у комуні проживали 4332 особи.
Національний склад населення комуни:
| Національність | Кількість осіб | Відсоток |
| -------------- | -------------- | -------- |
| румуни         | 4001           | 92,4%    |
| цигани         | 261            | 6,0%     |
| угорці         | 68             | 1,6%     |
| українці       | 1              | < 0,1%   |
| євреї          | 1              | < 0,1%   |

Рідною мовою назвали:
| Мова       | Кількість осіб | Відсоток |
| ---------- | -------------- | -------- |
| румунська  | 4224           | 97,5%    |
| угорська   | 59             | 1,4%     |
| циганська  | 48             | 1,1%     |
| українська | 1              | < 0,1%   |

Склад населення комуни за віросповіданням:
| Релігія            | Кількість осіб | Відсоток |
| ------------------ | -------------- | -------- |
| православні        | 4011           | 92,6%    |
| п'ятдесятники      | 206            | 4,8%     |
| римо-католики      | 26             | 0,6%     |
| реформати          | 25             | 0,6%     |
| бретрени           | 16             | 0,4%     |
| греко-католики     | 5              | 0,1%     |
| баптисти           | 5              | 0,1%     |
| адвентисти         | 3              | 0,1%     |
| не вказали релігію | 8              | 0,2%     |